# عبد الواحد المراكشي
عبد الواحد المراكشي (581 هـ - 647 هـ) (1185-1250) هو محيي الدين عبد الواحد بن علي التميمي المراكشي مؤرخ مغربي عاش في عصر الموحدين. ولد بمراكش، وتعلم بفاس وبالأندلس. ثم رحل إلى مصر في سنة 613 / 1217. وحج في سنة 620 / 1223. وكانت له جولة في بعض بلدان المشرق. وألف كتابه «المعجب في تلخيص أخبار المغرب» نزولا عند طلب وزير من بطانة الناصر العباسي، وذلك في سنة 621 / 1224. ويستفاد من كتابه أنه كان من أسرة عربية يباهي بالانتساب إليها، لها مال وجاه، وأن خروجه من بلاده لم يكن مما اختاره لنفسه؛ ولعله أكره على ذلك لسبب سياسي.

## حياته:
ولد بمَرَّاكُش في ربيع الآخر سنة ٥٨١هـ/١١٨٥م، في أول أيام أبي يوسف، يعقوب بن يوسف بن عبد المؤمن بن علي المُوَحِّدِِيّ٢، المنصور، صاحب بلاد المغرب. ثم انتقل إلى مدينة فاس، وهو ابن تسعة أعوام، فقرأ فيها القرآن وجوده ورواه عن جماعة من الأفاضل المُبرّزين في علوم القرآن والحديث والنحو واللغة.
وحين تم للمراكشي ما رغب فيه من تحصيل بفاس، عاد إلى مراكش، وظل يتردد بعد ذلك بين المدينتين، ينهل ما يتاح له من علوم ومعارف وفنون.
ثم رغب في السفر إلى الأندلس، فعبر إليها في أوائل سنة ٦٠٣هـ/١٢٠٧م، وأدرك جماعة من علمائها وفضلائها، لكنه لم يحصل منهم -كما يقول- إلا معرفة أسمائهم ومواليدهم ووفياتهم وعلومهم
ومن الذين لقيهم المراكشي، وتوثقت صلاته بهم من أدباء عصره: أبو بكر بن زُهْر، وأديب آخر هو أحد أنجال ابن الطفيل الفيلسوف الأندلسي المشهور.
وعندما نزل إِشْبيليَّة، قدمه صديق له يدعى محمد بن الفضل إلى واليها إبراهيم بن أبي يعقوب يوسف، أخي الخليفة الموحدي الناصر، فحظي عنده، وأصبح من أصحابه وجلاسه
وعن رأفة هذا الأمير به، وتقريبه إياه، يقول المراكشي: كان لي -رحمه الله- محبًّا، وبي حفيًّا؛ وصلت إليَّ منه أموال وخِلَع جمة غير مرة. وعن بدء علاقته به
وما تلاها من محبة وتلازم، يقول: لم أعرفه أيام وزارته، وإنما كانت معرفتي إياه حين ولوه إشبيلية سنة ٦٠٥هـ،.... ثم علت حالي عنده بعد ذلك، إلى أن يقول لي في أكثر الأوقات: والله, إني لأشتاقك إذا غبت عني أشد الشوق وأصدقه
ومن الذين أخلصوا له الود من أهل القضاء: أبو عمران، موسى بن عيسى بن عمران القاضي، وفيه يقول: وأبو عمران هذا صديق لي، لم أر صديقًا لم تغيره الولاية غيره. ولم يزل يعاملني بما كان يعاملني به قبل ذلك، لم ينقصني شيئًا من بره. ما لقيته قط في مركبه إلا سلم عليَّ مبتدئًا، وجدد لي برًّا
وطمحت نفس المراكشي إلى مصر، فسافر إليها سنة ٦١٣هـ/١٢٢٧م، والتقى ببعض علمائها، ثم انتقل إلى مكة المكرمة، فأدى فريضة الحج سنة ٦٢٠هـ/١٢٢٤م. ثم تجول بعد ذلك في بعض بلدان المشرق

## من مؤلفاته:
- المعجب في تلخيص أخبار المغرب: نشره المستشرق الهولندي دوزي بمدينة ليدن سنة 1847؛ وأعاد نشره محمد سعيد العريان ومحمد العربي العلمي في مصر سنة 1368 / 1949. وقد فرغ المراكشي من تأليف هذا الكتاب سنة ٦٢٠هـ/١٢٢٤م. ونشره دوزي سنة ١٢٤٠هـ/١٨٤٧م، وأعاد طبعه سنة ١٢٩٨هـ/١٨٨١م، وترجمه فانيان إلى الفرنسية، ثم نشر الترجمة في الجزائر سنة ١٣١٠هـ/١٨٩٣م.
- وثائق المرابطين والموحدين
- المعجب في أخبار إفريقية والمغرب